# Avengers

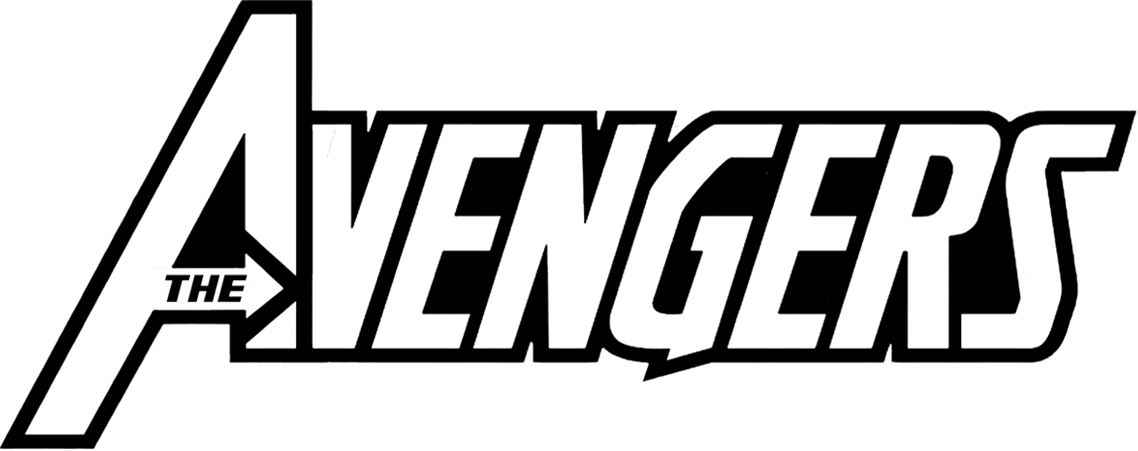
Logotyp

Avengers, även känd under namnet Hämnarna i Sverige, är en amerikansk superhjältegrupp. Den figurerar i en egen serietidning skapad av Stan Lee och Jack Kirby, publicerad av Marvel Comics. Serien ges ut i tidningsform i USA, men har i Sverige bara publicerats vid enstaka tillfällen.

## Historia
Under hösten 1963 satt Stan Lee och Jack Kirby och plitade på en ny serie. De ville göra en ny superhjältegrupp i stil med Fantastic Four och X-Men. Men de ville använda redan skapade seriefigurer.
Stan och Jack valde de fem seriefigurer som fått bäst gensvar från publiken. Resultatet blev Den Mäktige Thor, Den Gyllene Hämnaren Iron Man, Den Otrolige Hulken samt Den Häpnadsväckande Ant-Man och Den Underbara Wasp. Avengers bildades ursprungligen för att kunna bekämpa Loki, Thors halvbror.
Denna grupp kom över åren att växa sig till den mäktigaste super-gruppen i Marvels Universum. Flera nya medlemmar kom för att ersätta de gamla många gånger om. Superhjältar som: Captain America, Quicksilver, She-Hulk, Hawkeye, Ms. Marvel, Beast (från X-Men) samt Thing, Mr. Fantastic och Invisible Woman från Fantastic Four. Även Spider-Man var med ett tag som reservmedlem.
Dagens[när?] Mighty Avengers består av Iron Man, Ms. Marvel, Ares, Black Widow, Sentry, Wasp och Wonder Man. New Avengers är en grupp superhjältar som försöker hålla sig gömda från myndigheterna, då de motsätter sig den lag som kallas Superhuman Registration Act. Denna grupp består av Luke Cage, Spider-Man, Spider-Woman, Wolverine, Ronin, Echo, Doctor Strange och Iron Fist. Efter "One More Day"-storyn i The Amazing Spider-Man finns det ingen som vet Spider-Mans hemliga identitet längre utom han själv och Mary Jane Watson.
Alla grupper löses senare upp på grund av att USA:s president lägger ner Superhuman Registration Act. Det finns även Dark Avengers, som är Norman Osborns egna svårförstådda tolkning av laget, medlemmarna är Bullseye, Moonstone, Captain Marvel, Ares, Sentry, Daken, Venom och Norman själv som Iron Patriot. Dark Avengers är ett team som kämpar i regeringens namn, men är mer av en terrorgrupp än en säkerhetsgrupp. Under tiden Dark Avengers är igång förstör de många liv, bl.a. Harry Osborn, Norman Osborns son och Peter Parker/Spindelmannen bästa vän.
Norman Osborn försöker under Lokis inflytande invadera Asgard med Dark Avengers men stoppas av Iron Man, Captain America, Spider-Man, Thor m.fl. och spärras in efter att han visat att han fortfarande är under Green Goblins kontroll. Efter det överlämnar Steve Rogers sin sköld till James "Bucky" Barnes som tar över rollen som Captain America och ett helt nytt Avengers sätts ihop. De nya medlemmarna är Tony Stark/Iron Man, Peter Parker/Spider-Man, Bucky Barnes/Captain America, Thor, Clint Barton/Hawkeye, Logan/Wolverine och Jessica Drew/Spider-Woman med Steve Rogers och Maria Hill som teamets nya ledare.
Efter en tid av mindre brott och uppdrag träder God of Fear/The Serpent fram och sprider skräck över världen i story arcen "Fear Itself." Under andra världskriget på Hitlers order gör Red Skull en ritual som gör att Hammer of Skadi faller mot marken. Hammaren hålls gömd tills Red Skulls dotter Sin och skurken Baron Zemo hittar den igen.
Sin blir till Skadi när hon rör vid hammaren och befriar The Serpent som får fler hammare att falla till jorden, där fyra av hamrarna kommer till Hulk, Juggernaut, Titania och Attuma. Juggernaut blir Kuurth: Breaker of Stone, Hulk blir Nul: Breaker of Worlds, Titania blir Skirn: Breaker of Men, och Attuma blir Nerkkod: Breaker of Oceans. Detta orsakar kaos och Avengers lider svåra förluster där Bucky Barnes blir dödligt sårad och Steve Rogers åter axlar rollen som Captain America. Men även om Avengers lyckas få vissa ur greppet från hamrarna inser de att de inte har en chans kvar att vinna kriget.

## Svenska publikationer
Hämnarna kan återfinnas i följande tidningar:
- Marvel Pocket # 4/1985
- Marvels Universum # 2/87, 7/87, 11/87
- Mega Marvel # 6/98, 4/99, 5/00, 4/01
- Hulken # 1-8/85

## Andra medier
- The Avengers (film)
- The Avengers: United They Stand
- The Avengers: världens mäktigaste hjältar